# Philosepedon spathipenis
Philosepedon spathipenis är en tvåvingeart som först beskrevs av Duckhouse 1968.  Philosepedon spathipenis ingår i släktet Philosepedon och familjen fjärilsmyggor. Inga underarter finns listade i Catalogue of Life.